# Jsem do tebe blázen
Jsem do tebe blázen (v anglickém originále Mad About You) je americký sitcom, který byl vysílán na NBC od 23. září 1992 do 24. května 1999. Paul Reiser a Helen Huntová v seriálu představují novomanželský pár žijící v New Yorku. Reiser hrál Paula Buchmana, tvůrce dokumentárních filmů. Huntová hrála Jamie Stemple Buchmanovou, specialistku na public relations. Ke konci seriálu se páru narodila dcera, kterou pojmenovali Mabel.

## Hlavní postavy

### Paul Buchman
Buchman (narozen 19. dubna 1962) byl vytvořen na stole, na němž jeho matka servírovala "zhoubovatělé" brambory. Poté, co navštěvoval Filmovou školu Newyorské univerzity, se nemohl dočkat uznání. Konečně uspěl v tvorbě filmů v New Yorku City. Jeho žena, pes a dcera s ním bydlí v Greenwich Village.

### Jamie Buchmanová
Jamie Buchmanová (narozena 19. února 1963) byla mladší dcera Guse a Theresy Stempleových. Její plné dívčí jméno je Jamie Eunice Stempleová. Po sedmi přítelích na Yaleské univerzitě potkala Paula Buchmana v New Yorku u novinového stánku poté, co ukradli jeho výtisk The New York Times s nepřijatelnou omluvou. Její složitý vztah s tchyní je nekonečným zdrojem vtipů v celém seriálu.

### Murray
Murray je Buchmanovic pes a oblíbenec fanoušků, protože pes vstoupil do příběhu na konci první sezóny a sledovanost stoupla. Paul ho našel jako štěně a na procházce s ním potkal Jamie. Někdy pronásleduje neviditelnou myš a končí tím, že si natluče hlavu proti něčemu. V pozdní epizodě objeví Jamie "skutečnou" myš, kterou Murray chytal. V dvoudílném finále seriálu nazvaném The Final Frontier řekne dospělá Mabel, že Murray zemřel, když jí bylo šest, ale jí to řekli, až když jí bylo dvanáct. Murray je všeobecně vyobrazen jako věrný a oddaný, ačkoliv těžkopádný.

### Fran Devanowová
Nejlepší přítelkyně Jamie Fran Devanowová byla regionální viceprezidentkou ve společnosti Farrer-Gantz Public Relations, která zaměstnala Jamie jako svoji asistentku. Kolem roku 1989 odešla Fran z Farrer-Gantz, aby trávila čas se svým pětiletým synem a manželem Markem. Jamie poté povýšila na Franinu pozici. Vztah mezi Fran a Markem trval 10 let a jejich rozchod Paula a Jamie šokoval. Devanowovi se časem usmířili.

### Lisa Stempleová
Lisa je o tři roky starší než její sestra Jamie a má nevysvětlitelné psychologické výstupy. V knize napsané Lisiným terapeutem je Jamie nazývána "Stellou". "Byla to Stellina přeprovokativnost, jež zadusila její schopnost chovat se k ostatním a svázala ji k životu v nejistotě a neuróze". Po závistivém výstupu obvinila v rozhovoru se svým psychiatrem Jamie ze všech svých problémů a tento rozhovor se stal kapitolou v knize nazvané "Maniak". Protože neměla kam jinam jít, prala si prádlo v bytě Paula a Jamie zatímco uklízela mezi oblečením své sestry a jídlem. Každá návštěva rodičů spustila nepořádek v jejím jídle.

### Ira Buchman
"Všudypřítomné individuum", Paulův bratranec Ira, se poprvé objevil v seriálu Jsem do tebe blázen v epizodě "Svatební aféra". Ira je z Sheepshead Bay v Brooklynu. Pracoval pro Paulova otce Burta v Buchmanových sportovních potřebách. Paul a Ira byli blízcí přátelé, ale se Ira po Burtově odchodu do důchodu zmocnil obchodu, vyplula napovrch jejich skrytá rivalita. Nicméně se velmi často vůči Paulovi a Jamie objevuje jako milující a podporující.

### Sylvia Buchmanová
Paulova matka Sylvia připraví Jamie skoro vždy těžké časy, ale příležitostně projeví vůči své snaše vstřícnost.

### Burt Buchman
Burt provozuje obchod se sportovními potřebami, dokud ho svým odchodem do důchodu nepřenechá Irovi. Jeho podpis se v sitcomu objeví pokaždé, jakmile navštíví Paula a Jamie a volá u dveří: "To jsem já, Burt! Burt Buchman! Tvůj otec, Burt Buchman!"

### Mabel Buchmanová
Obratem v seriálu bylo narození dcery Paula a Jamie. Pojmenovali ji konečně poté, co Jamina zpupná matka prohlásila, že "Mothers Always Bring Extra Love" (Matky pokaždé přináší extra lásku). Roli Mabel hrála dvojčata Carter a Madison Gayleovi. V závěru seriálu hrála dospělou Mabel Janeane Garofalová.

## Obsazení
- Paul Reiser (Paul Buchman)
- Helen Hunt (Jamie Stemple Buchman)
- Anne Ramsay (Lisa Stemple)
- Leila Kenzle (Fran Devanow)
- Richard Kind (Dr. Mark Devanow)
- John Pankow (Ira Buchman)
- pes Maui (Murray)
- Cynthia Harris (Sylvia Buchman)
- Louis Zorich (Burt Buchman)
- Robin Bartlett (Debbie Buchman)
- Tommy Hinkley (Jay Selby)
- Carter a Madison Gayleovi (Baby Mabel)

### Pravidelní hosté
- Jerry Adler (Pan Wicker, domovník)
- Judy Geeson (Maggie Conwayová, britská sousedka)
- Paxton Whitehead (První a třetí manžel Maggie Hal)
- Jim Piddock (Druhý manžel Maggie Hal)
- Lisa Kudrow (Ursula Buffayová)
- Suzie Plakson (Dr. Joan Golfinosová)
- Hank Azaria (Nat Ostertag)
- Mo Gaffney (Dr. Sheila Kleinmanová)
- Nancy Dussault (Theresa Stempleová 1992)
- Penny Fuller (Theresa Stempleová 1993-1996)
- Carol Burnettová (Theresa Stempleová 1996-1999)
- Carroll O'Connor (Gus Stemple, Jamiin otec 1996-1999)
- Patrick Bristow (Troy, Jamiin podřízený)
- Mel Brooks (Strýc Phil)

### Hostující herci
- Andre Agassi
- Ed Asner
- John Astin
- Kevin Bacon
- Christie Brinkley
- Garth Brooks
- Mel Brooks
- Steve Buscemi
- Sid Caesar
- Dan Castellaneta
- Ellen DeGeneres
- Patrick Ewing
- Janeane Garofalo jako dospělá Mabel Buchmanová
- John Gegenhuber jako Dr. Ben v "Narození"
- Seth Green
- Al Gore
- Billy Joel
- Nathan Lane
- Cyndi Lauper, za roli Marianne Lugasso byla v roce 1994 nominována a v roce 1995 obdržela cenu Primetime Emmy Award for Outstanding Guest Actress in a Comedy Series[1]
- Michael Richards (jako Cosmo Kramer ze sitcomu "Show Jerryho Seinfelda")
- Eugene Levy
- Jerry Lewis
- Mark McGwire
- Larry Miller
- Yoko Ono
- Paul Parducci jako Dante
- Regis Philbin
- Beata Poźniaková (jako Masha)
- Carl Reiner (jako Alan Brady)
- Alan Ruck
- Jerry Seinfeld
- Eric Stoltz
- Patrick Warburton
- Bruce Willis
- Steven Wright

## Zajímavosti
Seriál se soustředil hlavně na novomanžele, ale také na všechno ostatní od humorných každodenních drobností až po vážné spory. Snaha tohoto sitcomu najít komedii v reálných situacích a s pozorovacími dialogy dopomohla k tomu, že byl porovnáván se Seinfeldem, další komedií na NBC o třicátnících v New Yorku.
Helen Huntová a Paul Reiser si za sitcom v poslední sérii vydělali 1 milion dolarů, ale sledovanost v tom roce rapidně klesla. Seriál byl přesunut ze svého úterního času, aby podpořil pondělní mizernou noční sekci komedií na NBC.
Titulní píseň sitcomu „Final Frontier“ složili Reiser a Don Was. Píseň původně nahrál Andrew Gold, ale v polovině sezóny 1997 debutovala verze nahraná Anitou Bakerovou. Tato verze se pak používala po zbytek seriálu a objevila se na soundtrackovém albu k sitcomu. Goldova verze je dostupná na desce Thank You For Being A Friend: The Best of Andrew Gold.